# 1797年の相撲
1797年の相撲（1797ねんのすもう）は、1797年の相撲関係のできごとについて述べる。

## 興行
- 3月場所（江戸相撲）[1]
  - 興行場所:浅草蔵前八幡宮社内
  - 4月24日（旧3月28日）より晴天10日間興行
- 8月場所（大坂相撲）[2]
  - 興行場所:難波新地
  - 晴天10日間興行
- 10月場所（江戸相撲）[3]
  - 興行場所:芝神明宮社内
  - 12月9日（旧10月22日）より晴天10日間興行